# 乗鞍コロナ観測所

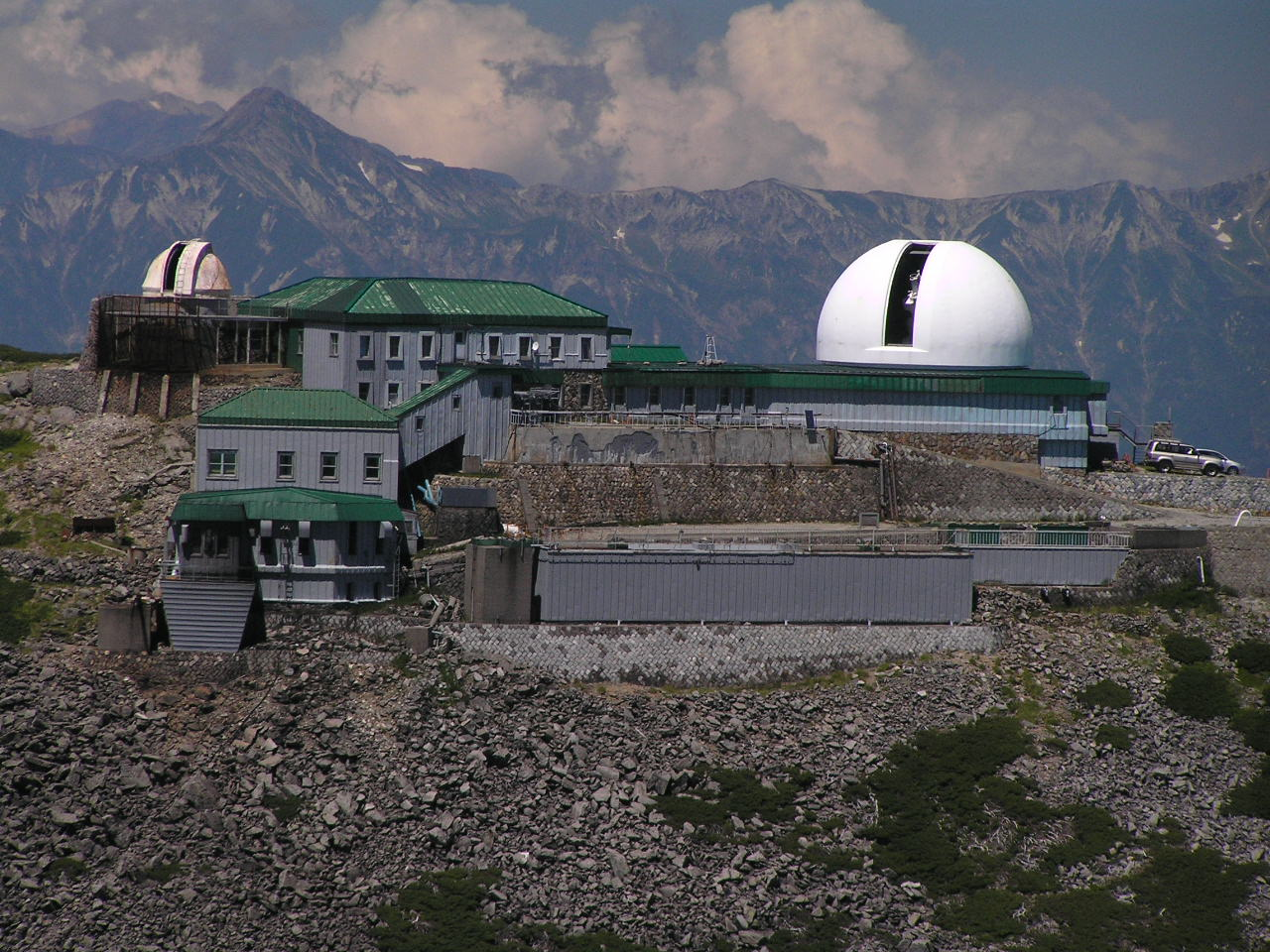
乗鞍コロナ観測所（2007年8月12日）

乗鞍コロナ観測所（のりくらコロナかんそくしょ Norikura Solar Observatory）とは、長野県と岐阜県との境にある乗鞍岳に国立天文台が設置していた天体観測所である。老朽化により2010年3月31日付で天体観測所としては閉鎖された。2011年度より、国立天文台が属する自然科学研究機構直属の研究施設「乗鞍観測所」として研究利用が再度開始された。
乗鞍岳の摩利支天岳（標高2876m）の頂上に位置する。

## 概要
- 3台のコロナグラフ（口径10cm2台、25cm1台）を有し、日本での太陽のコロナ観測の拠点であった。コロナ以外にもプロミネンス、フレア、プラージュ、ダーク・フィラメント、スピキュールなどの観測も行われていた。
- 標高2876mに位置する。これは空の背景光が少ない環境下でないとコロナの観測が困難であるためである。
- 飛騨山脈という厳しい自然環境下にあり、特に冬季は雪に閉ざされてしまう。このため施設内には宿泊施設、発電装置、食料庫のほか、かつては石炭木炭庫も設置されていた。かつては1年を通じて観測が行われていたが、1998年から2009年までは5月中旬から10月末までの観測となっていた。
- 老朽化のため、2010年（平成22年）3月31日にてコロナ観測所としては閉鎖となる（実際の運用は2009年（平成21年）10月31日まで）。
- 今後の太陽コロナ観測は、太陽観測衛星「ひので」によって行われる。ひまわりの活躍により、富士山レーダーが閉鎖になったのと同じ流れである。

## 沿革
- 1949年（昭和24年） - 東京大学東京天文台の附属施設として完成。
- 1950年（昭和25年） - 萩原雄祐らがコロナグラフを設置。本格運用開始。
- 1988年（昭和63年） - 国立天文台が発足。
- 1998年（平成10年） - 通年観測を中止。5月中旬から10月末までの観測となる。
- 2010年（平成22年） - 3月31日で天体観測所としては閉鎖。
- 2011年（平成23年） - 自然科学研究機構乗鞍観測所として再出発。

## 所在地
- 長野県と岐阜県の境になるため、2つの住所がある。基本的には長野県の住所が使用されることが多い。
  - 長野県松本市安曇乗鞍岳
  - 岐阜県高山市丹生川町乗鞍岳